# 欧特伊圣母院
欧特伊圣母院（法語：Église Notre-Dame-d'Auteuil，法語發音：[nɔtʁə dam dotœj]）是一座罗马天主教教堂，位于巴黎十六区欧特伊的欧特伊教堂广场（place de l'Église-d'Auteuil）。
附近的地铁站是巴黎地铁10号线的欧特伊教堂站。

## 历史
欧特伊原本是一个小村庄，拥有自己的本堂区，直到1860年才并入巴黎。现在的教堂于1892年建成，为罗马-拜占庭风格，由堂区建筑师Joseph Auguste Émile Vaudremer设计。教堂为矩形平面，长63米，尖顶高50米。

## 内部

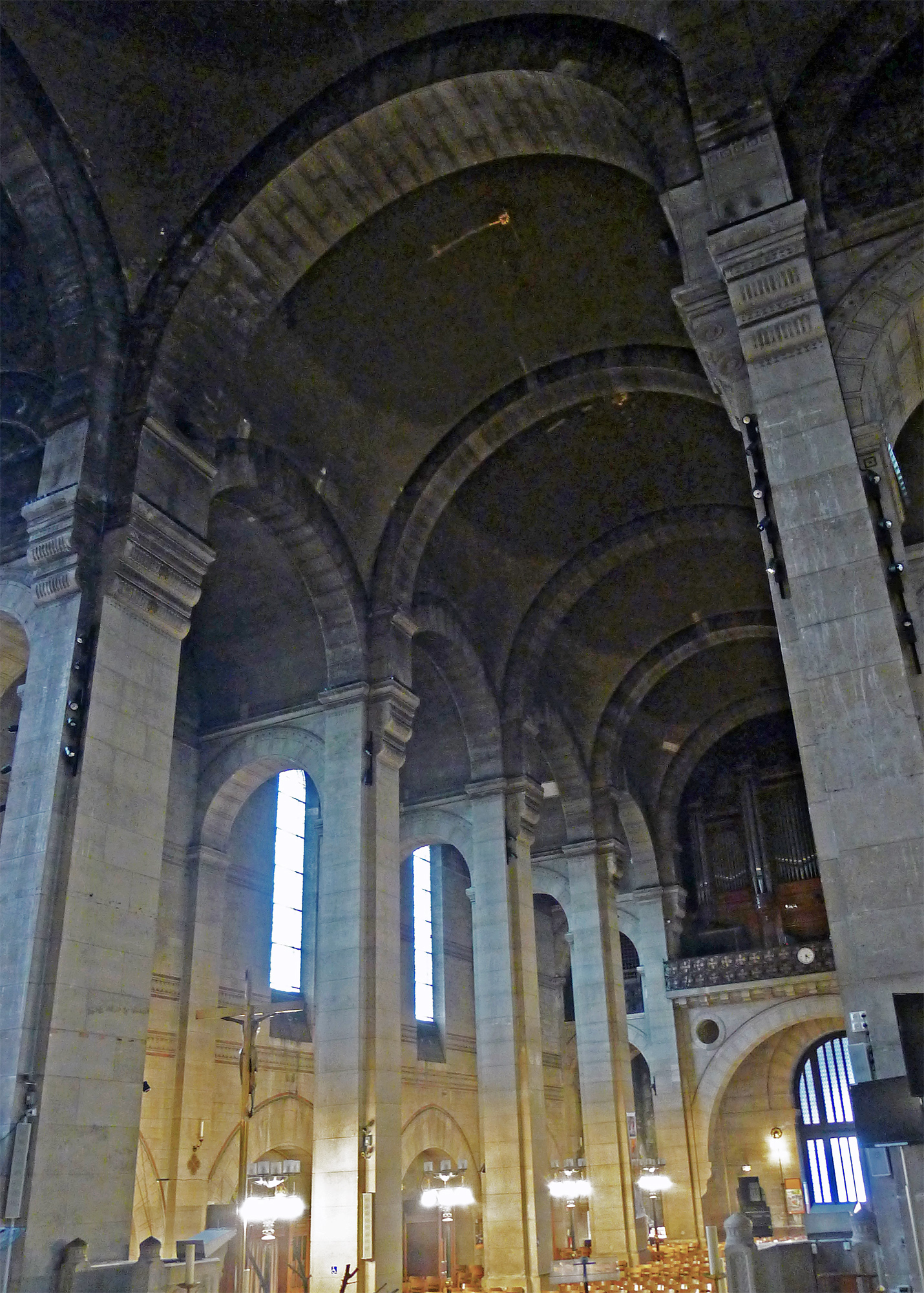
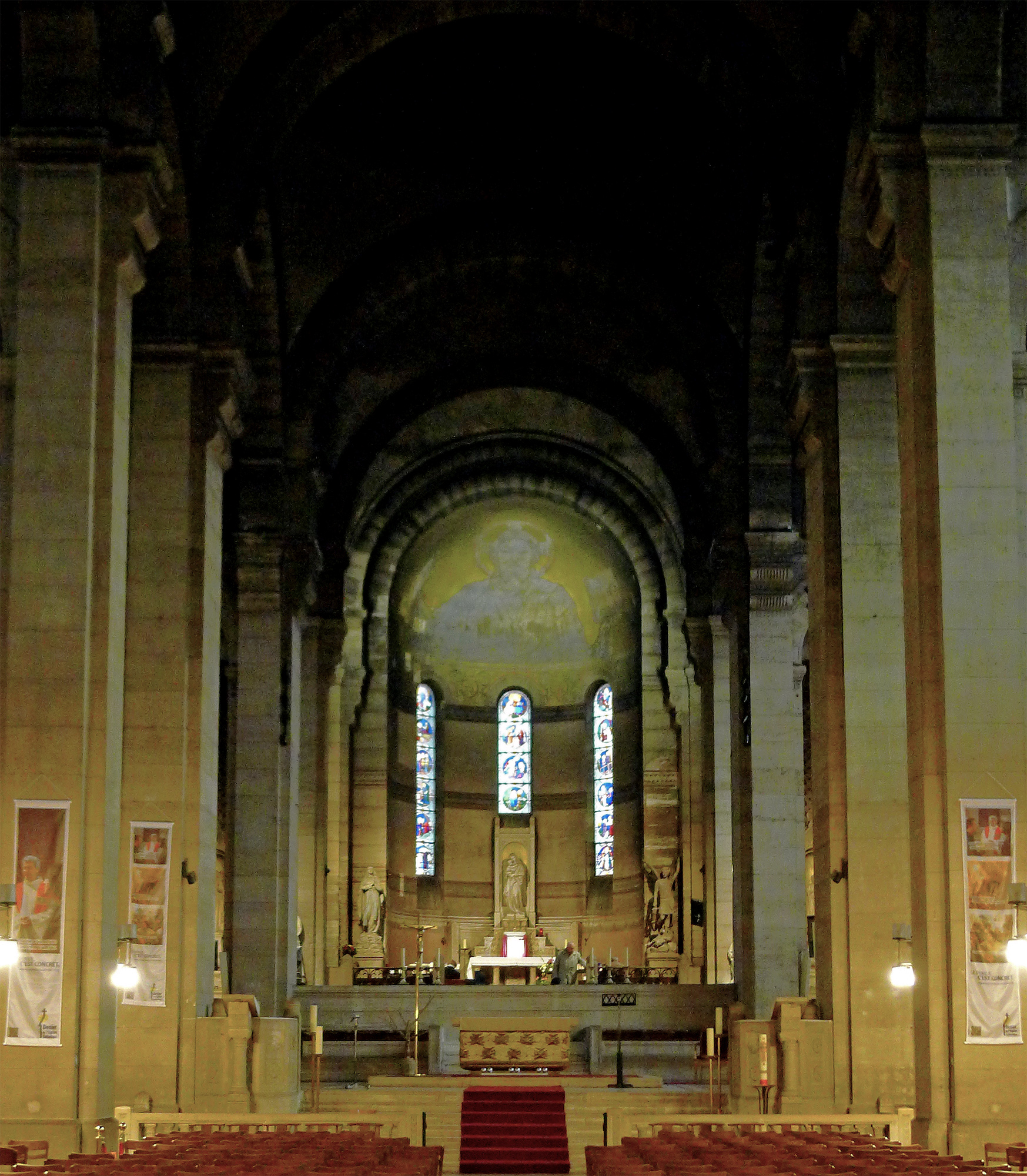
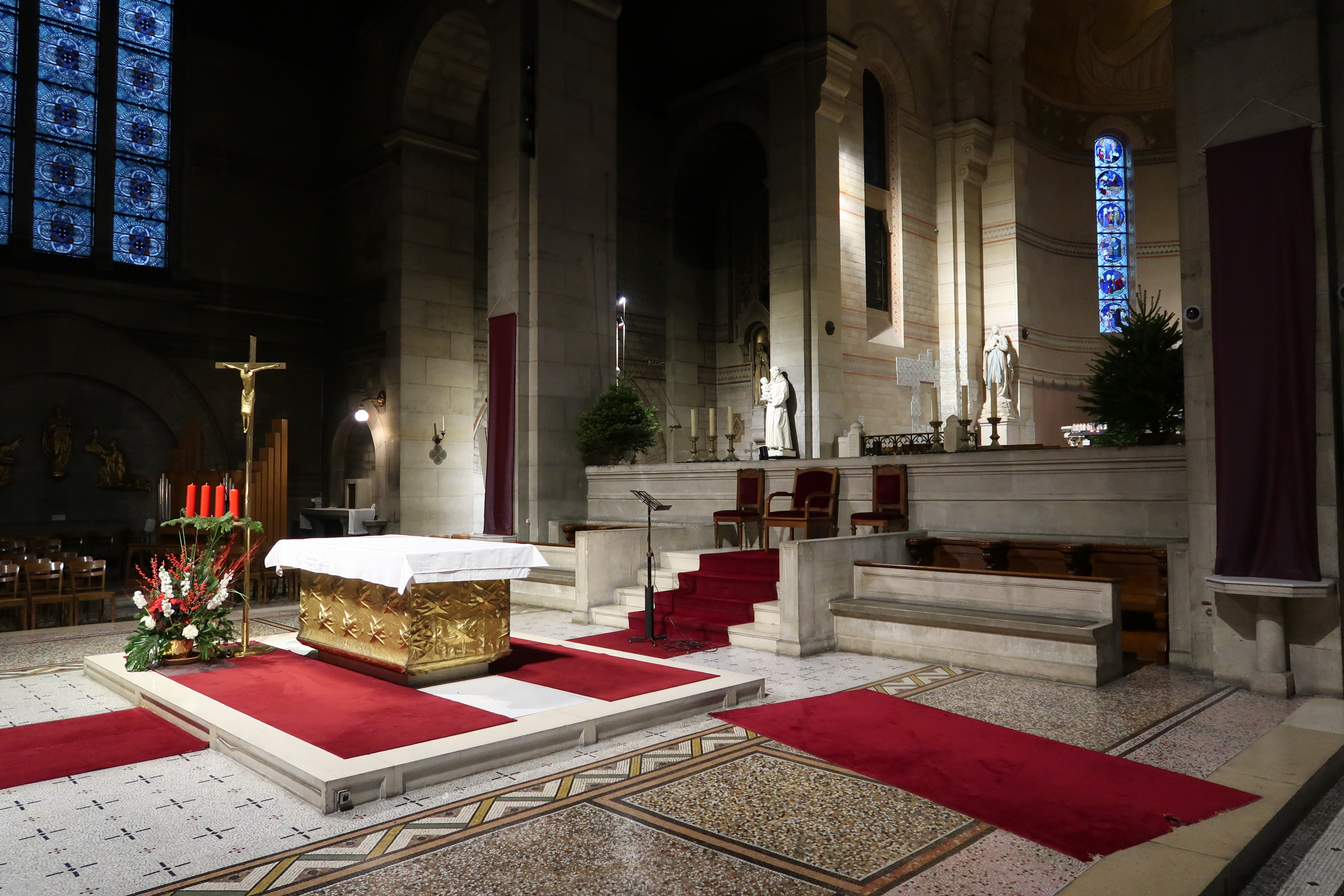

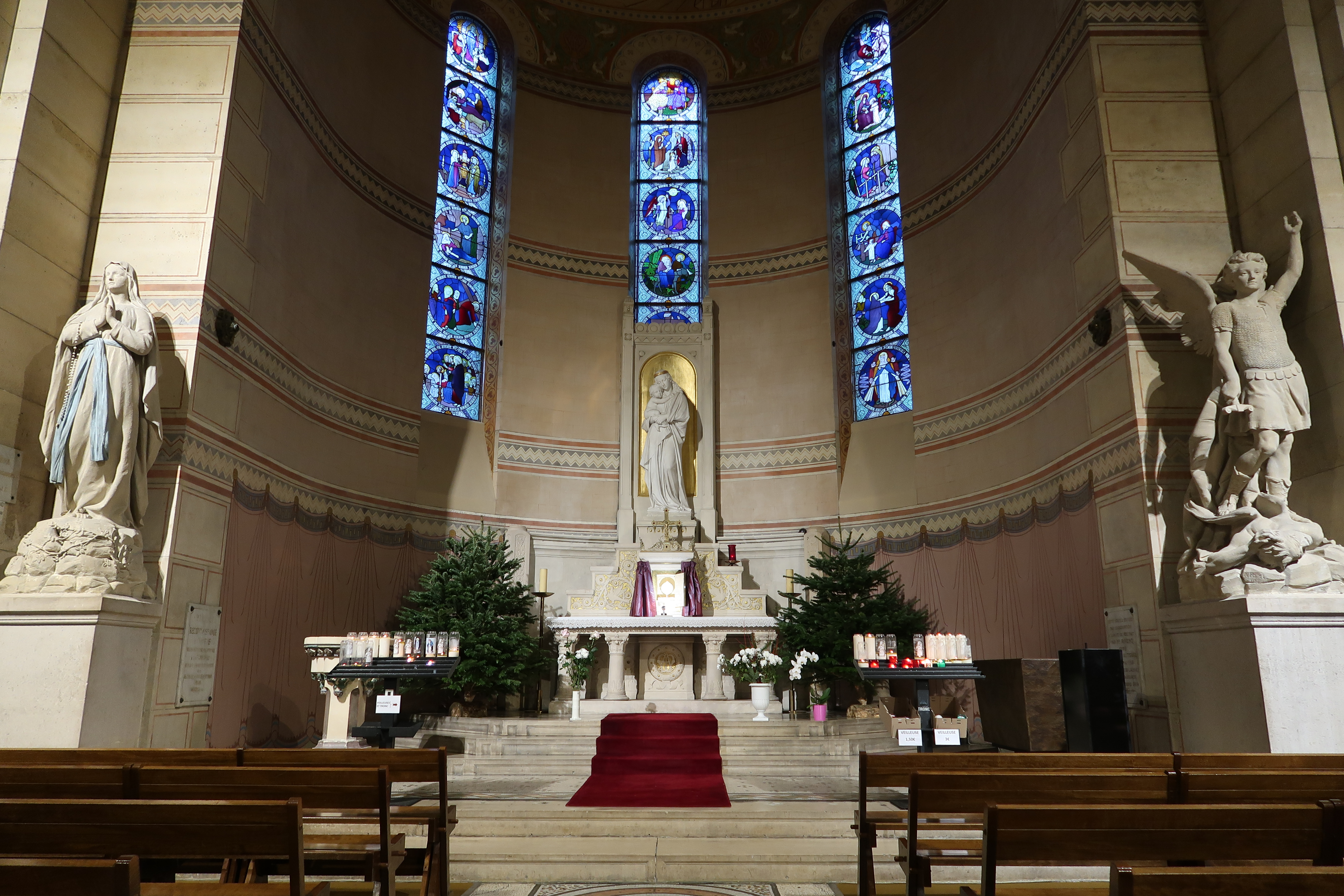
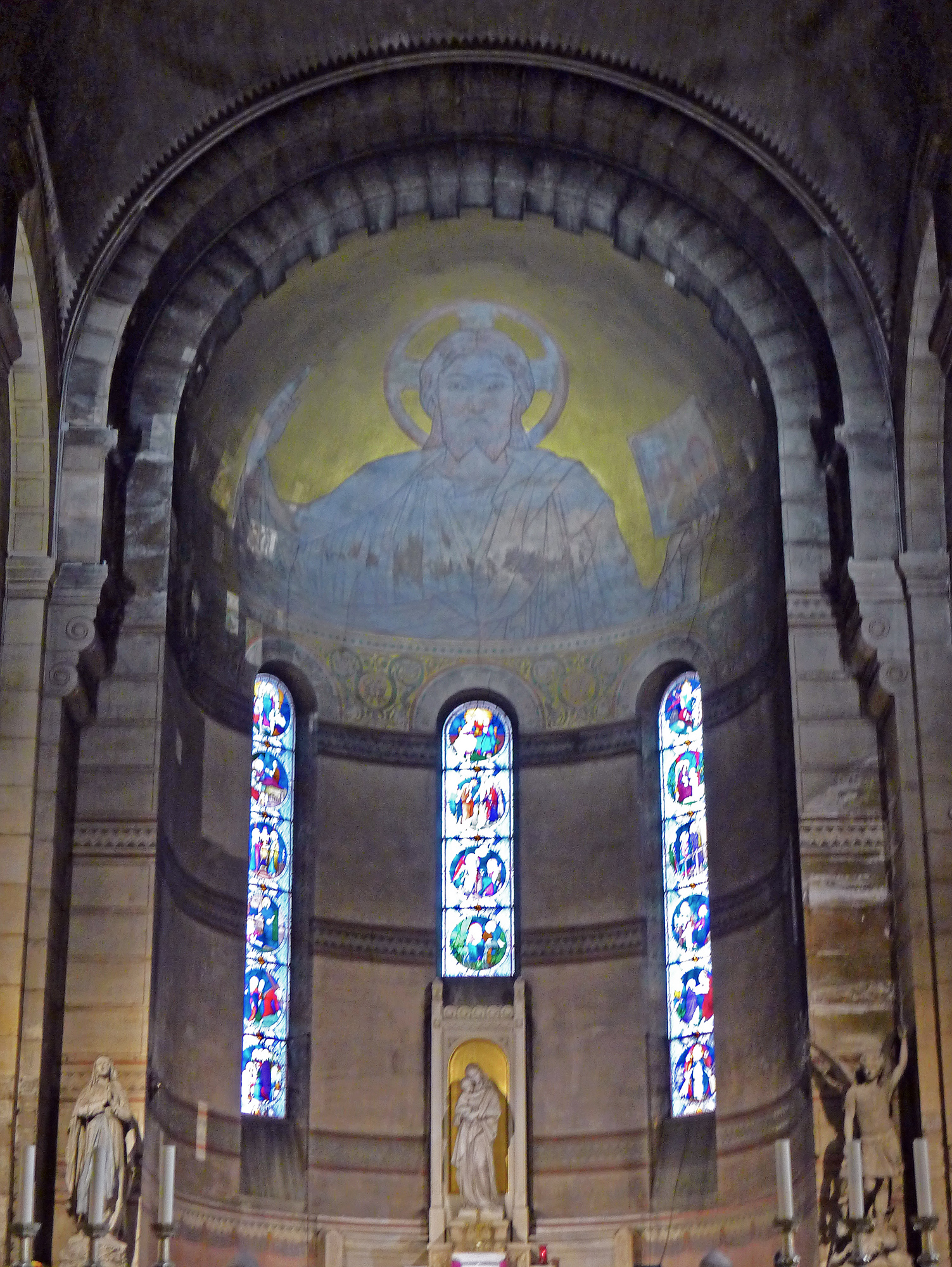
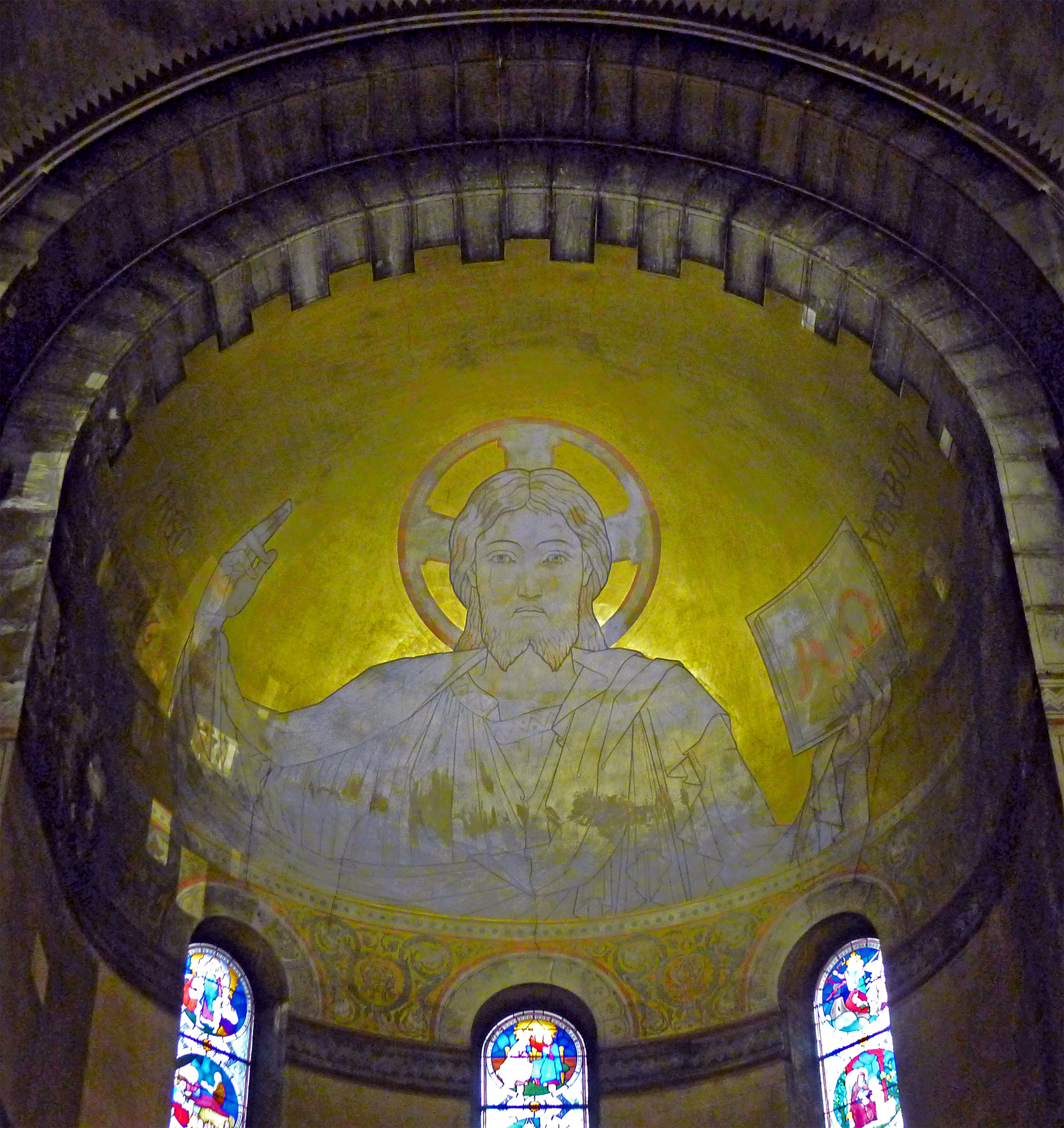

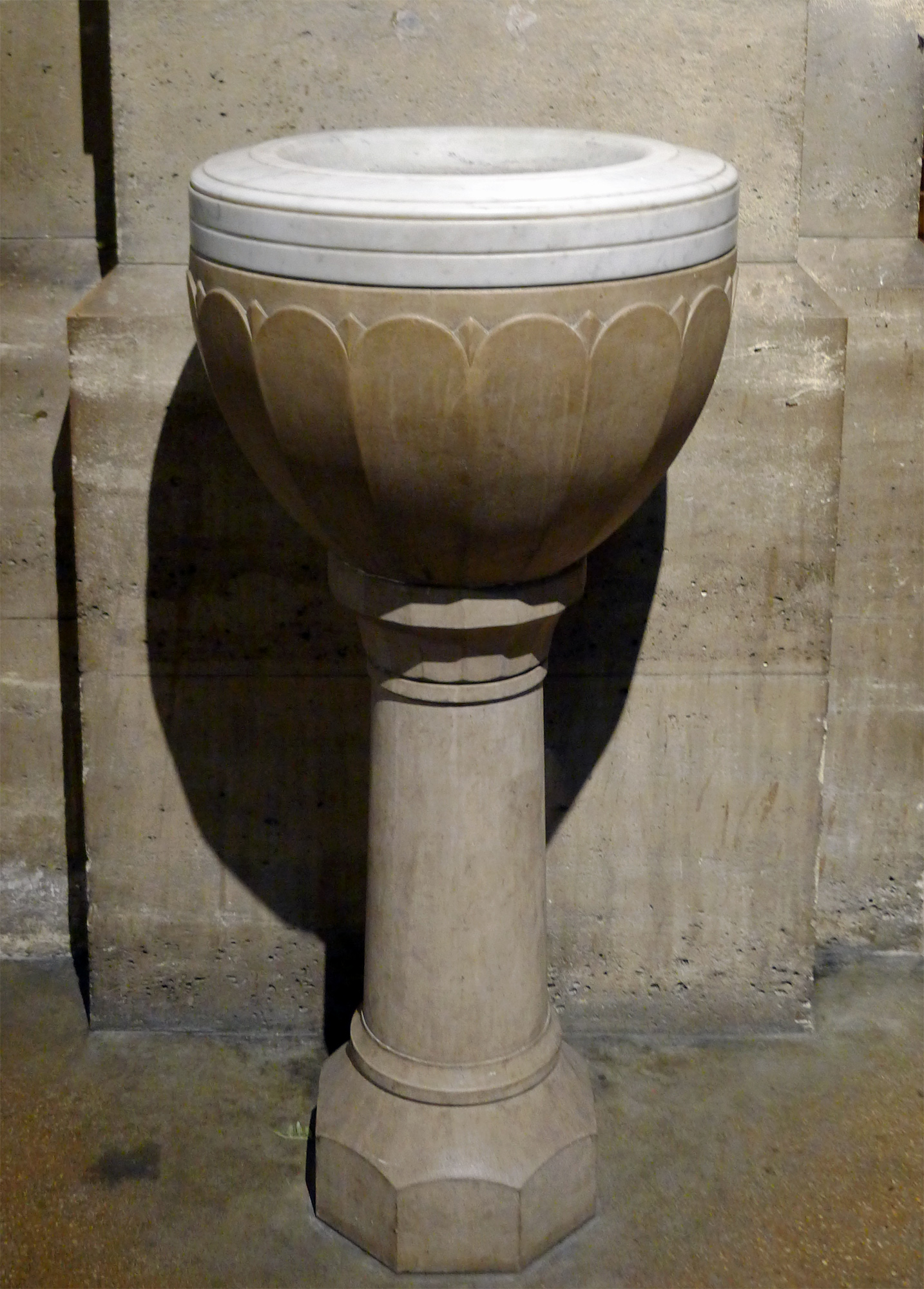
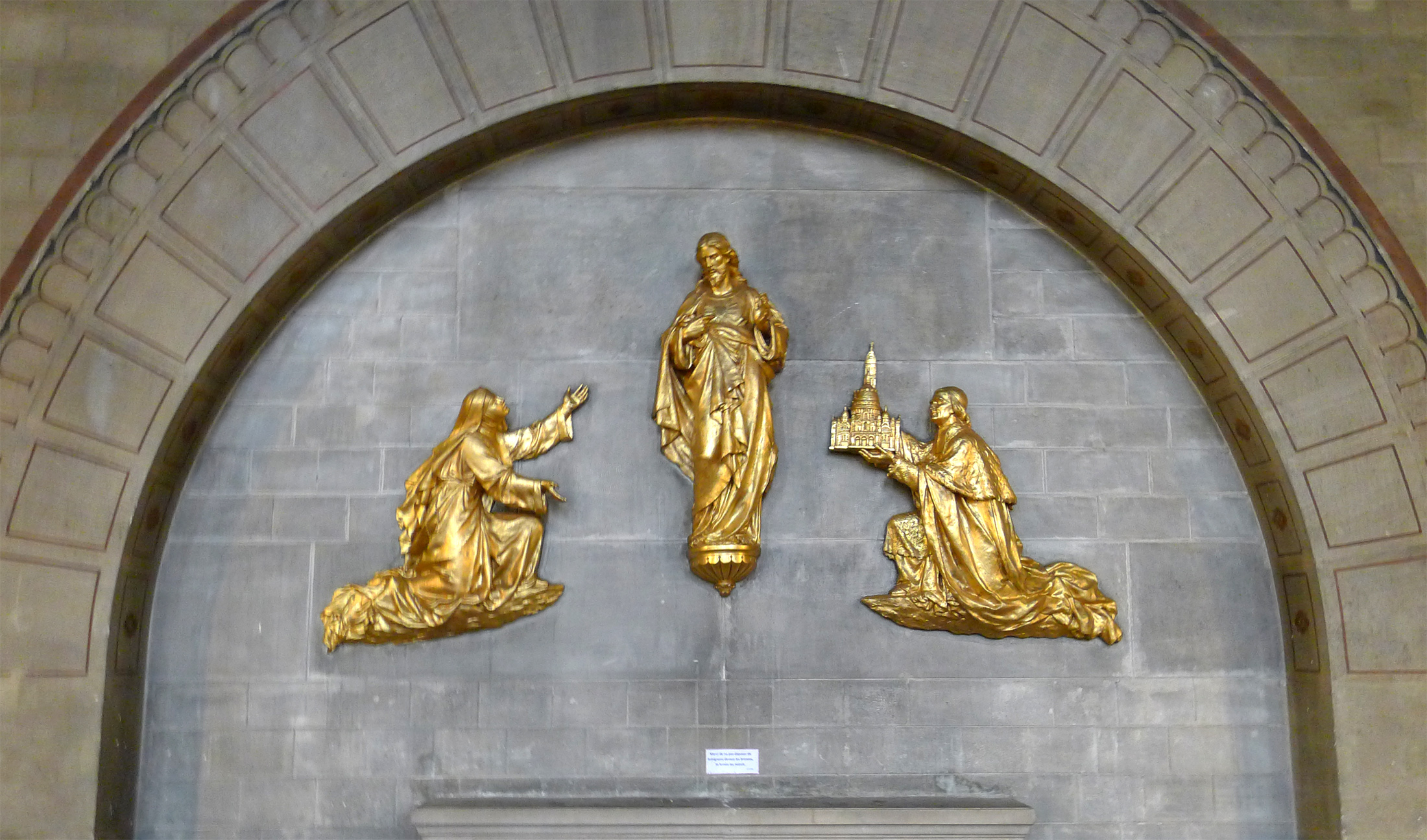
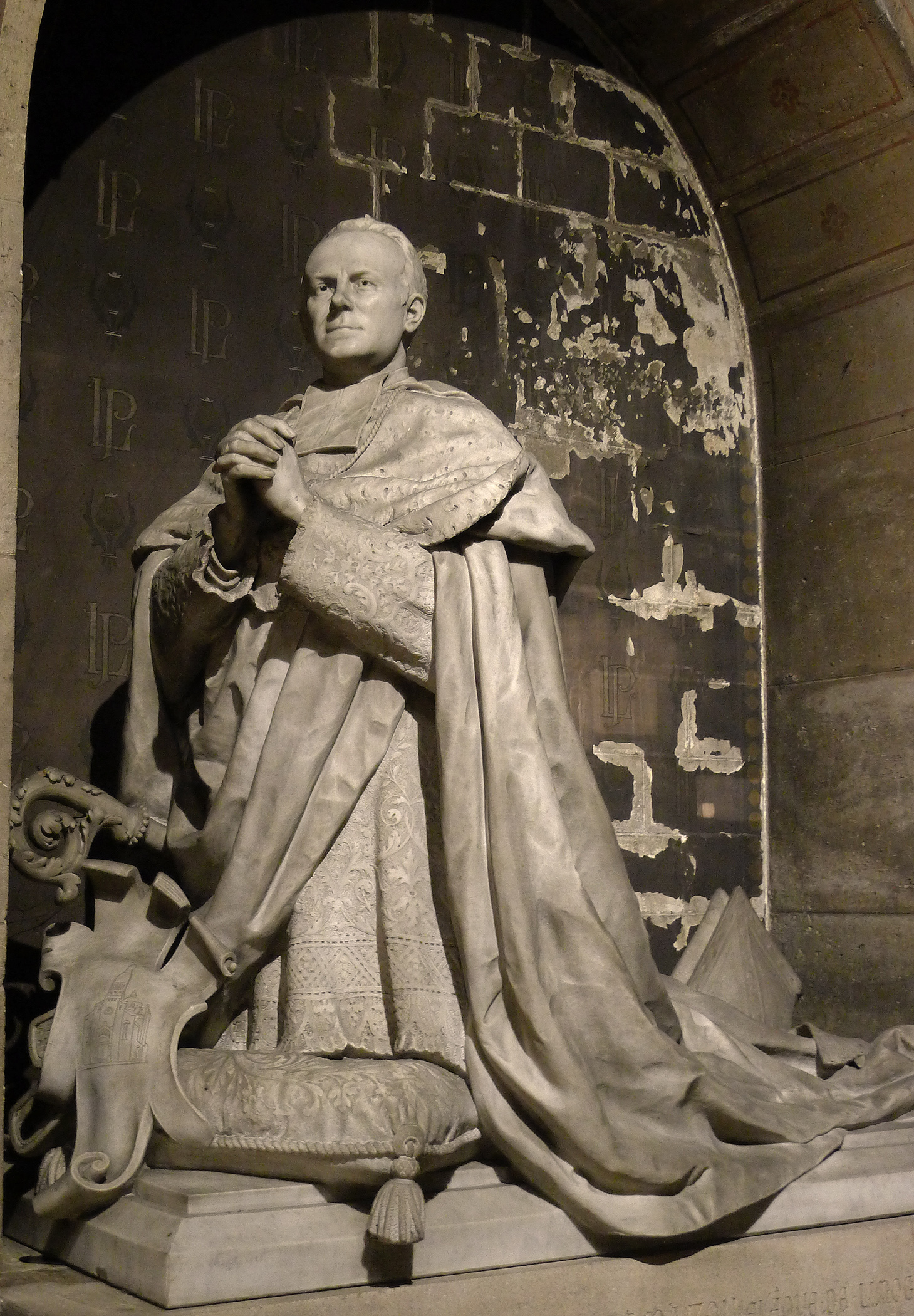
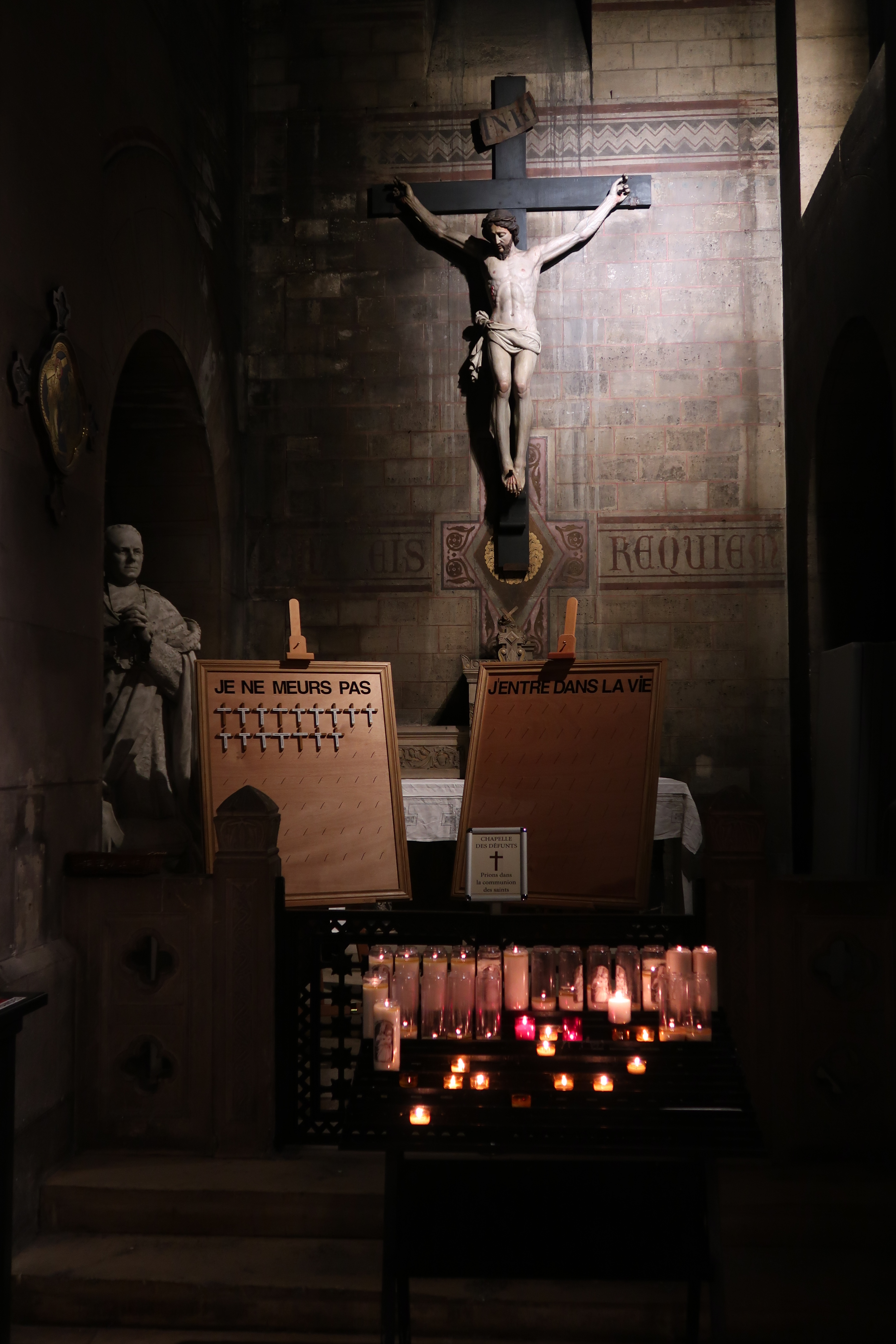
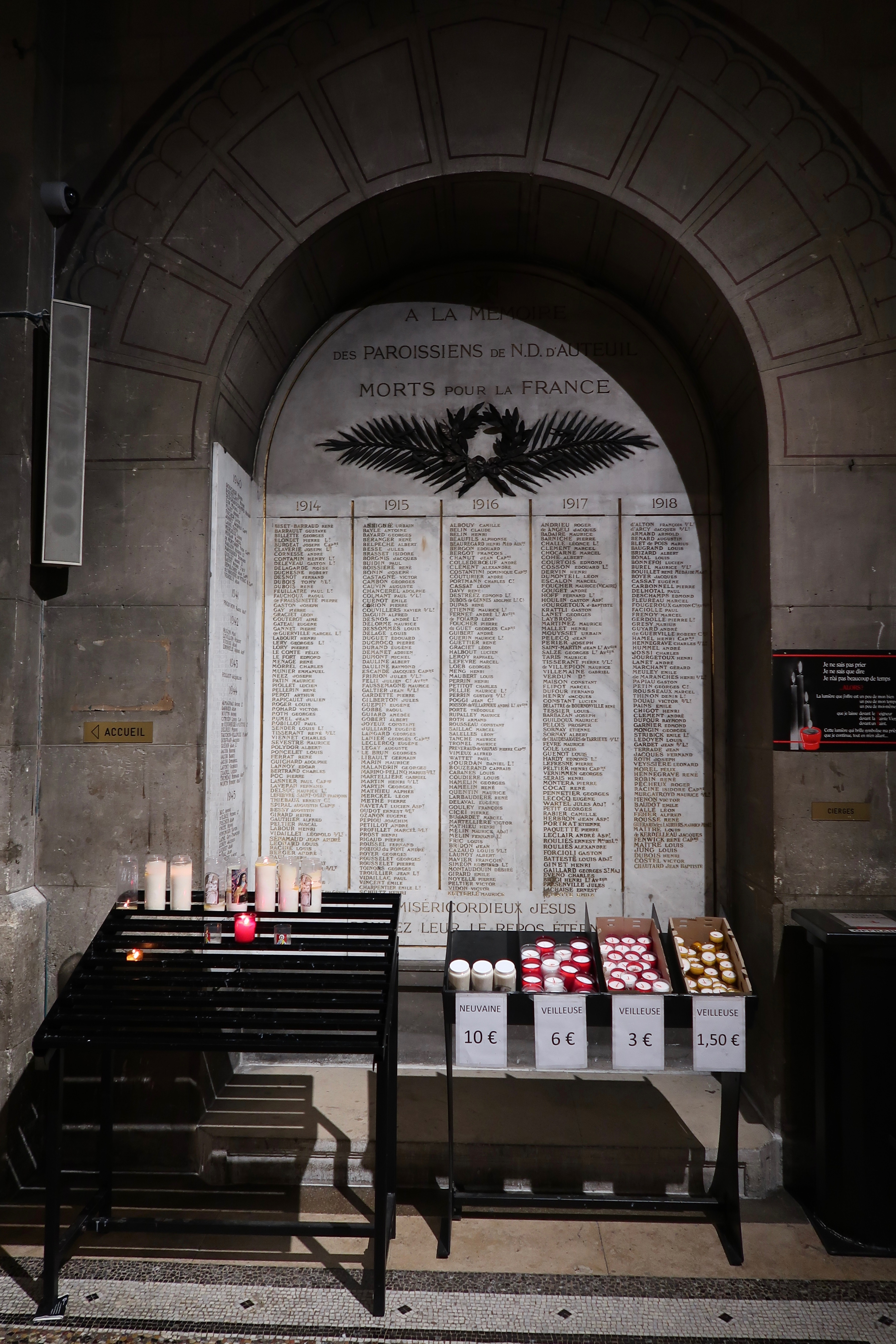
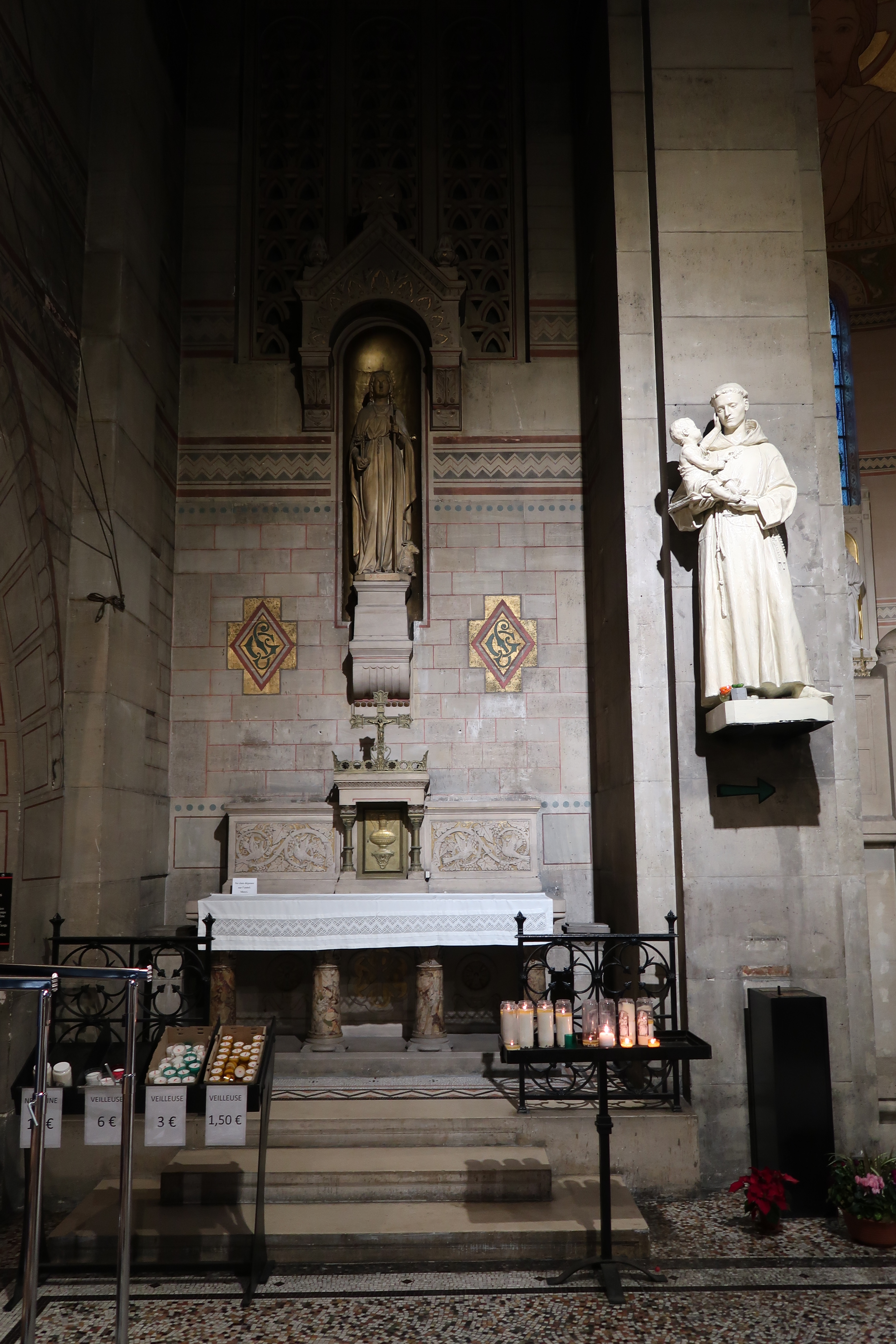
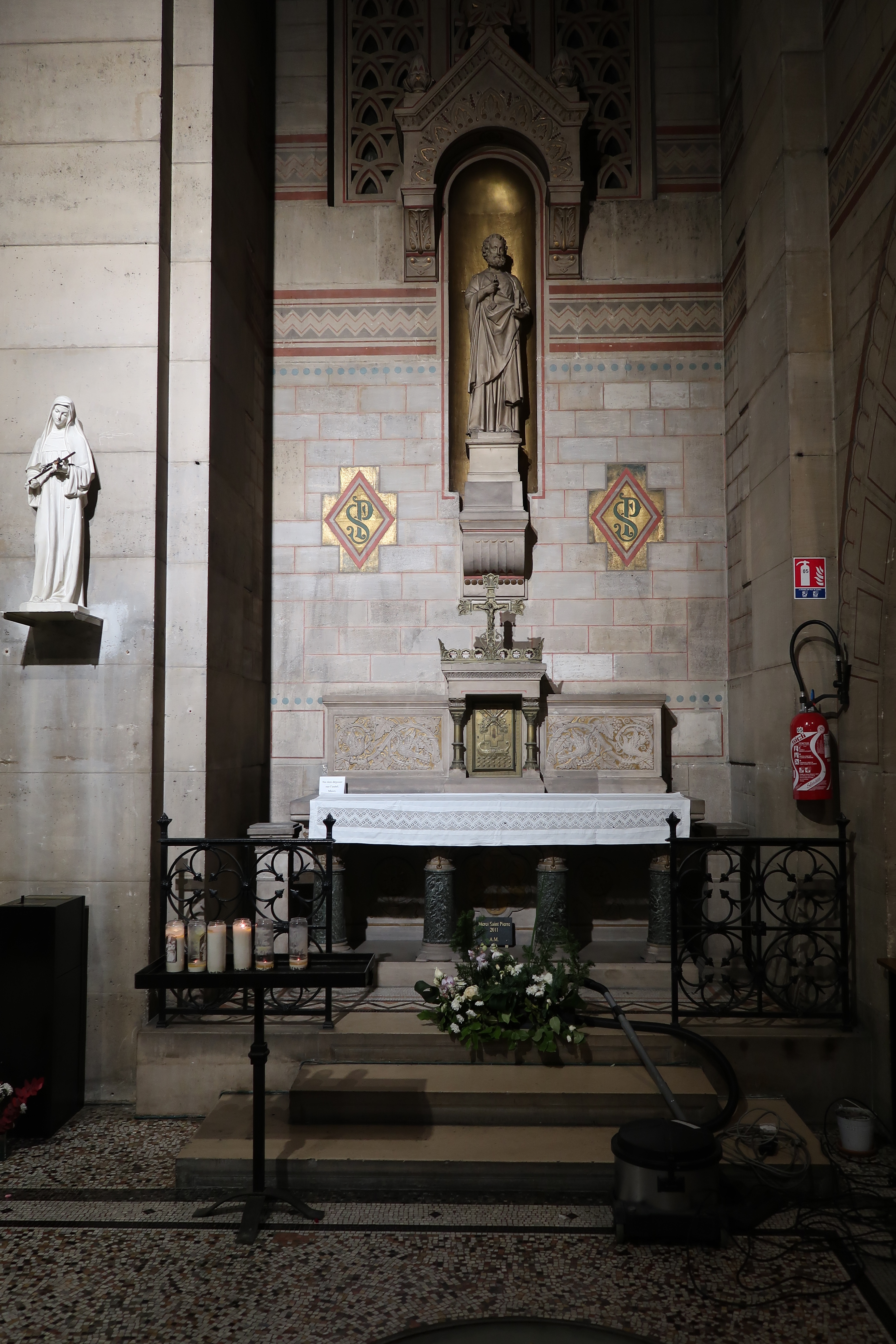

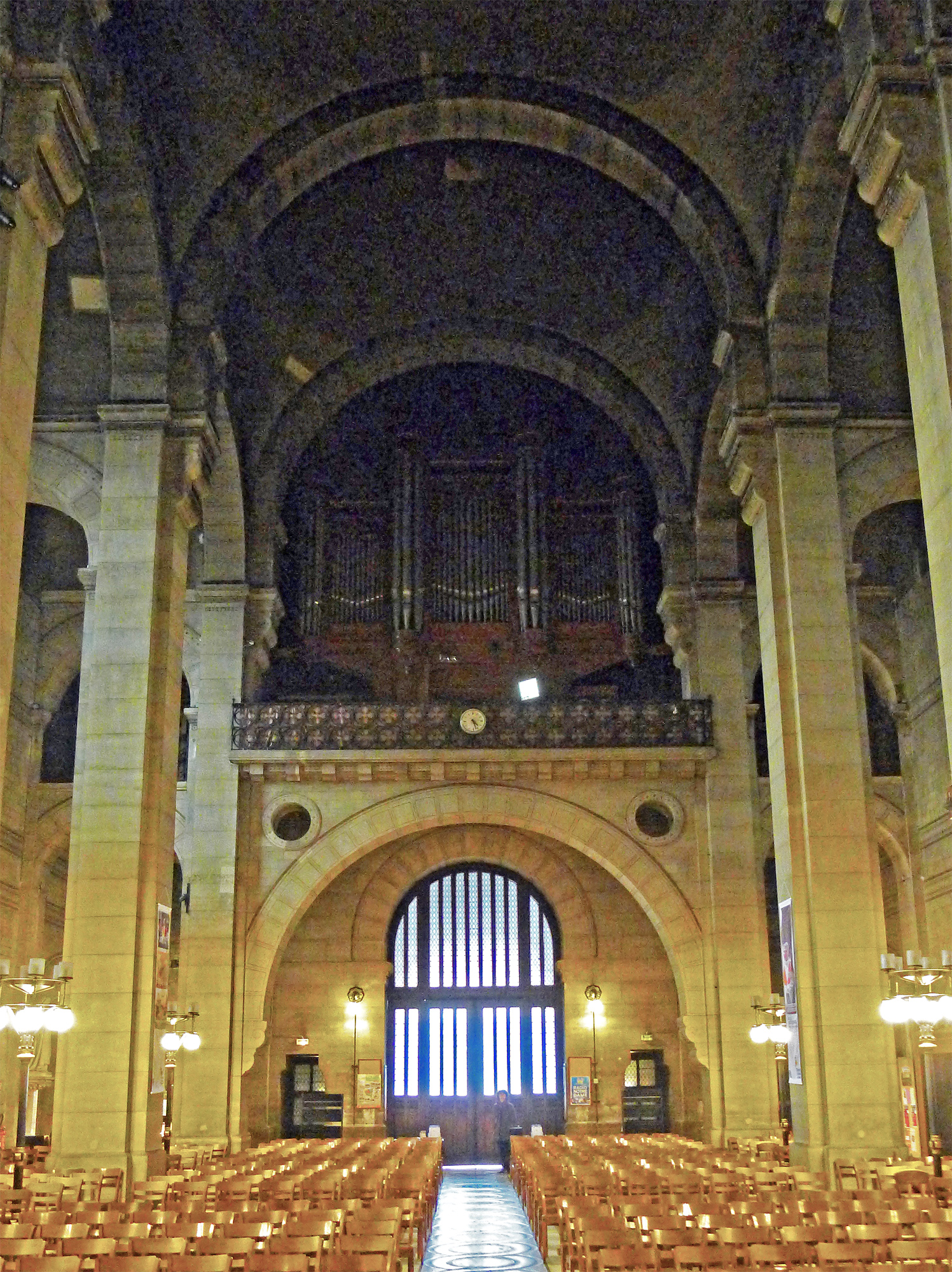
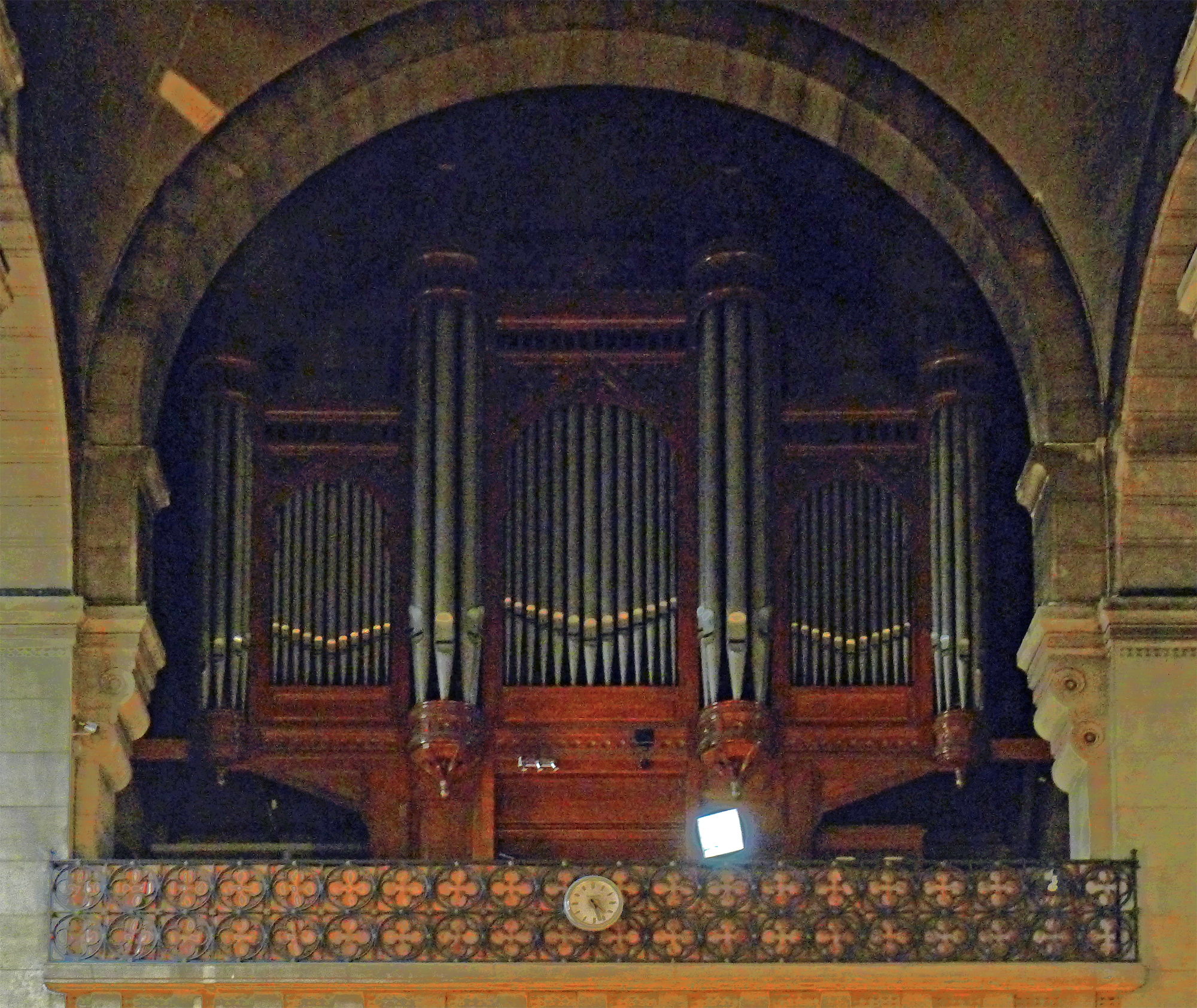

## 外观

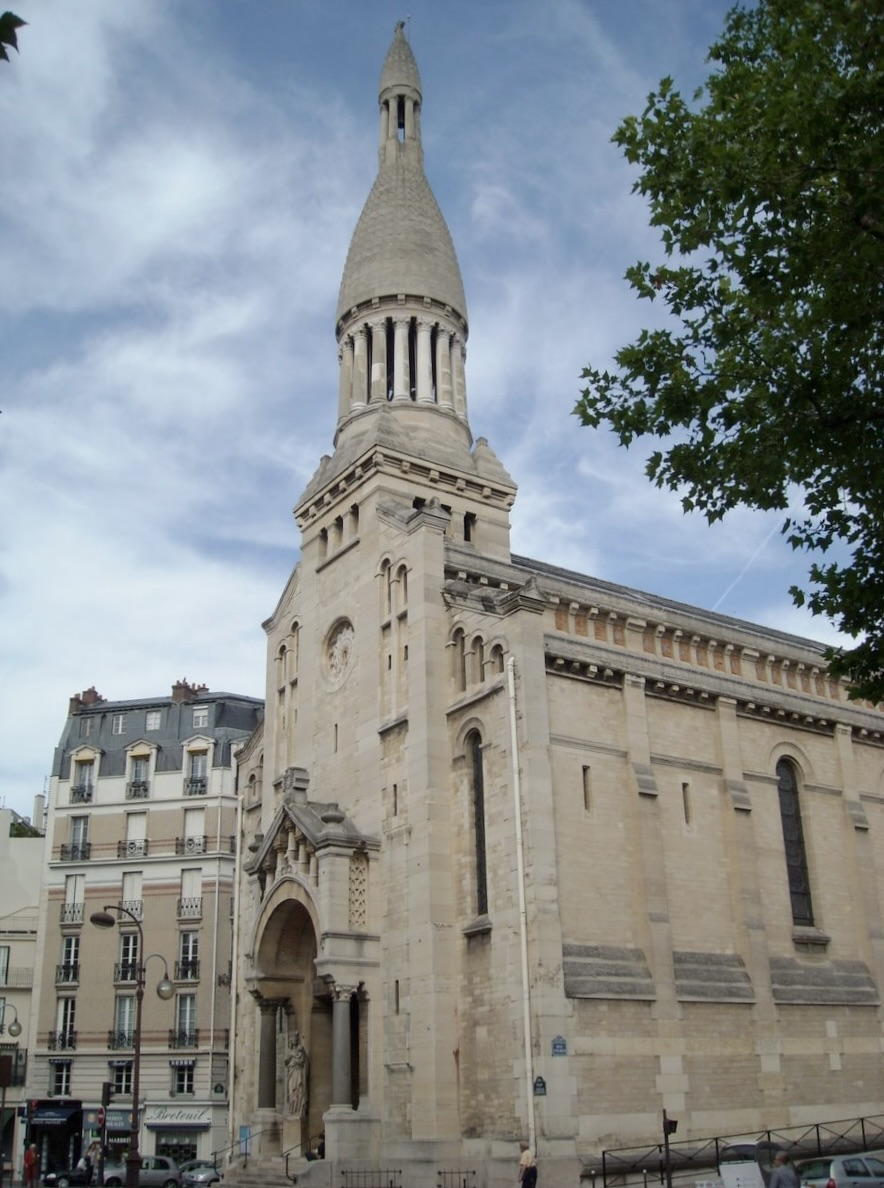
Flanc sud.
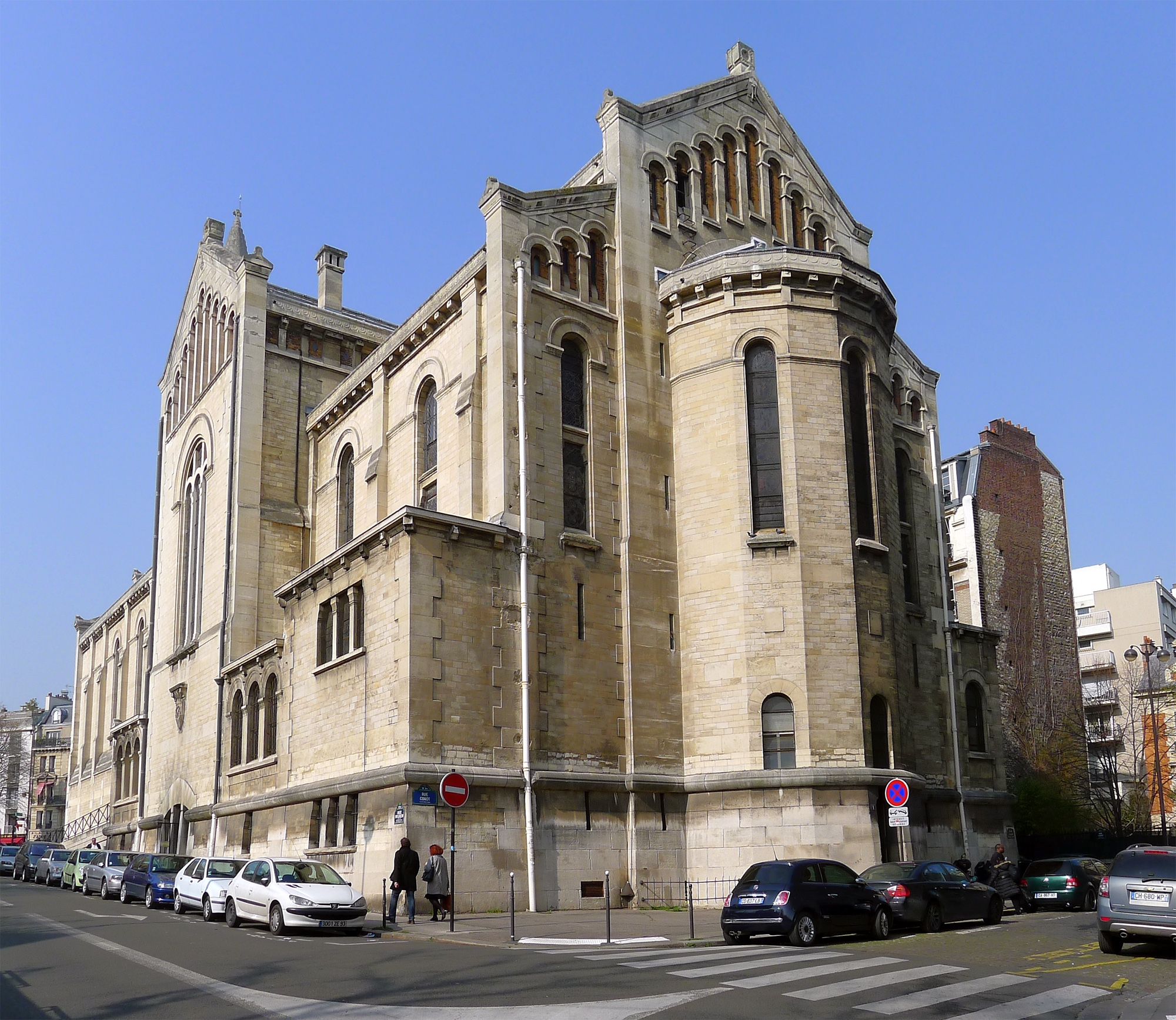
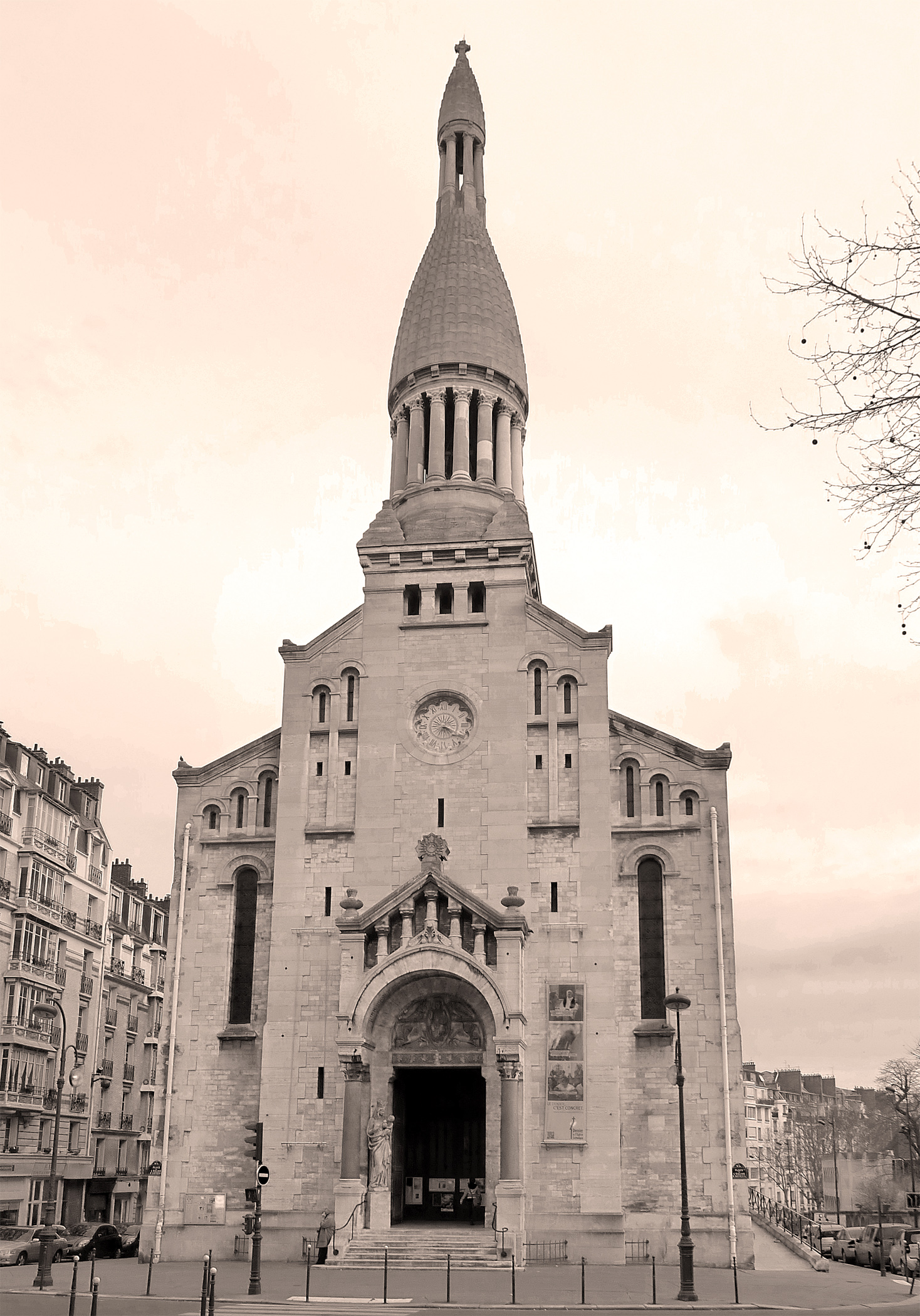
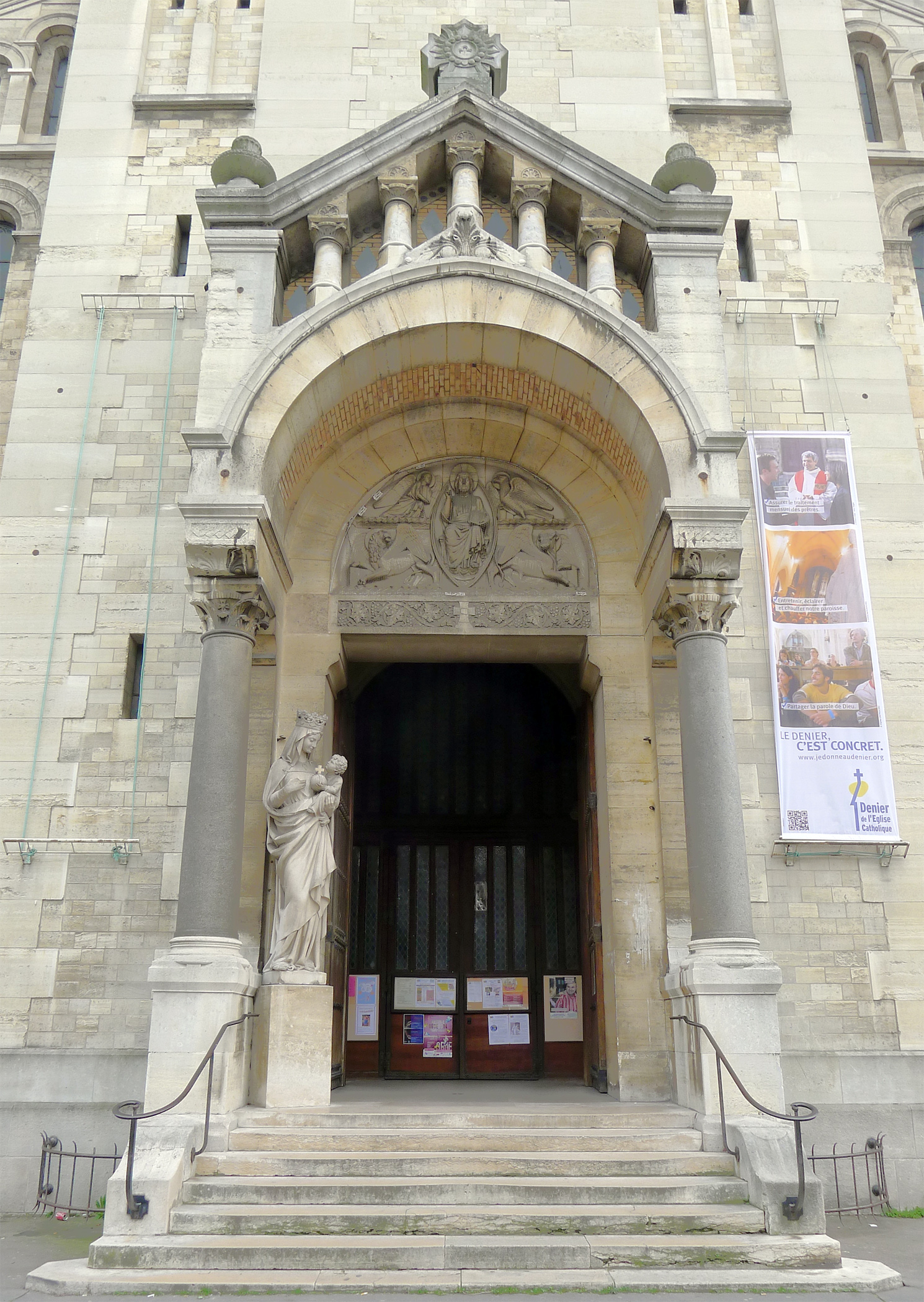
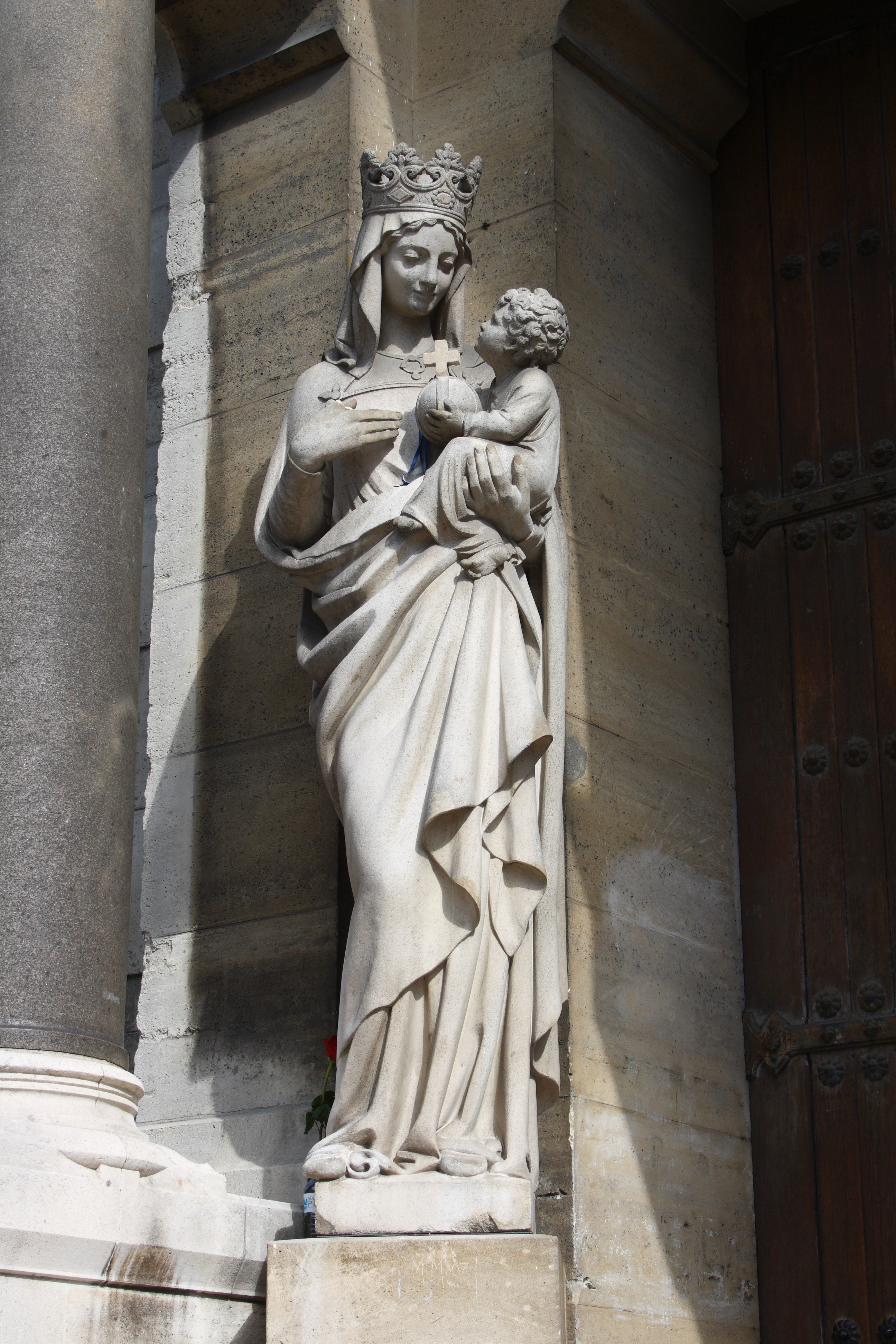
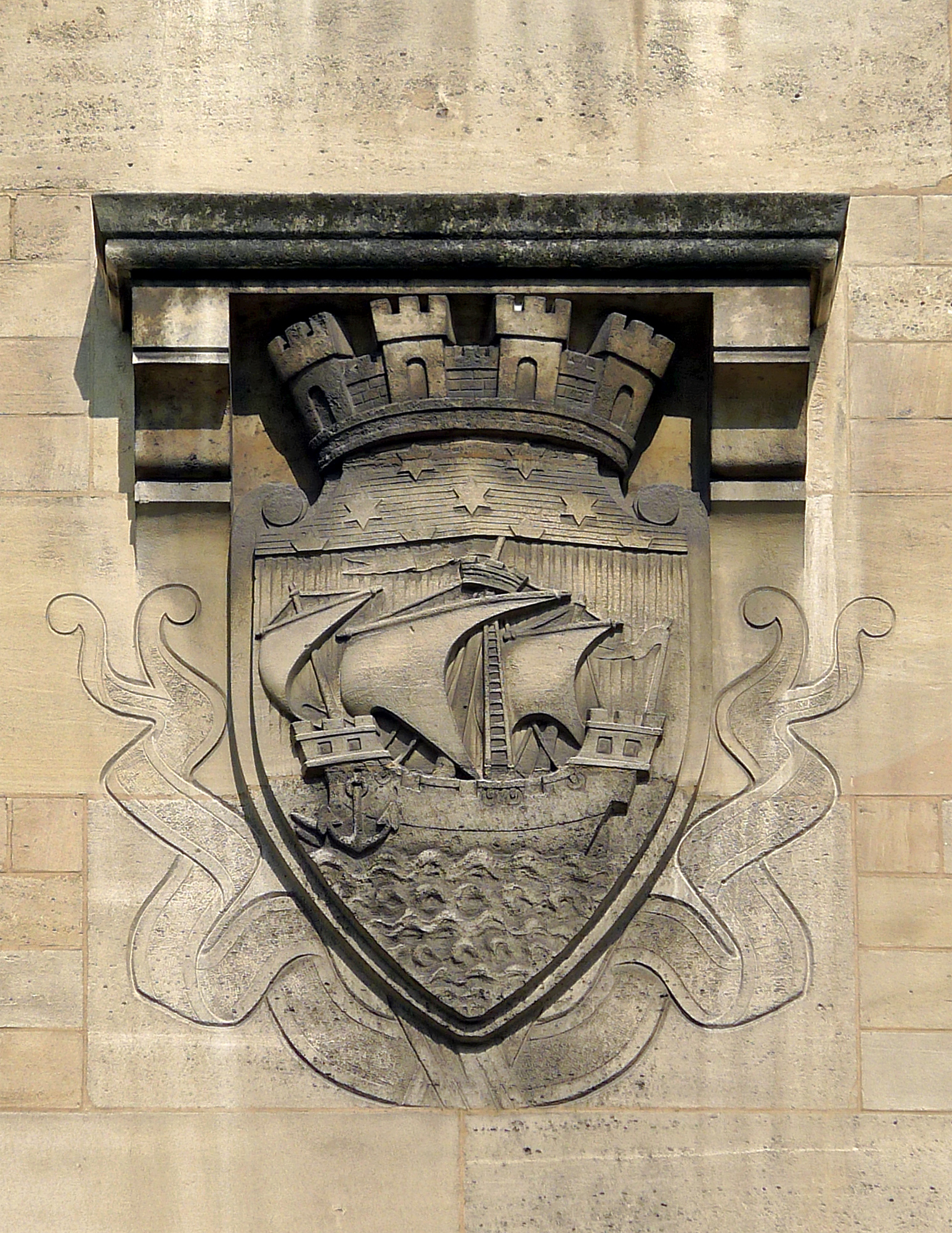